# Jeremy Finello
Jeremy Finello (Ginevra, 13 maggio 1992) è un biatleta svizzero.

## Biografia
In Coppa del Mondo ha esordito il 6 dicembre 2014 a Östersund giungendo 26º nella sprint e guadagnando così i suoi primi punti in classifica; ha ottenuto il primo podio il 1º dicembre 2018 a Pokljuka giungendo secondo nella staffetta mista. Ha preso parte a cinque edizioni iridate e ad una dei Giochi Olimpici, quelli di Pyeongchang 2018, dove è giunto 63º nella sprint e 47º nell'individuale.

## Palmarès

### Coppa del Mondo
- Miglior piazzamento in classifica generale: 54º nel 2024
- 1 podio (a squadre):
  - 1 secondo posto